# Sequenza binaria pseudo-casuale
Una sequenza binaria pseudo-casuale o pseudo-aleatoria (in inglese pseudo-random binary sequence, PRBS) è una sequenza di cifre binarie che, pur essendo generata tramite algoritmi deterministici, è difficile da prevedere e presenta un comportamento statistico simile a una sequenza casuale vera e propria.
Nelle telecomunicazioni, le sequenze binarie pseudo-casuali sono note anche come codici di rumore pseudo-casuale (Pseudo-Random Noise Code, PRN) dato che generano un segnale dalle caratteristiche simili a quelle del rumore bianco.

## Definizione
Una sequenza binaria {\displaystyle a_{0},\ldots ,a_{N-1}} è definita formalmente come una successione di {\displaystyle N} bit:
{\displaystyle a_{j}\in \{0,1\}{\mbox{ per }}j=0,1,...,N-1}.
Una sequenza binaria è composta da {\displaystyle m=\sum a_{j}} elementi di valore "1" e {\displaystyle N-m} elementi di valore "0".
Una sequenza binaria è pseudo-casuale se la sua funzione di autocorrelazione, espressa da
{\displaystyle C(v)=\sum _{j=0}^{N-1}a_{j}a_{j+v}}
assume solo due valori:
{\displaystyle C(v)={\begin{cases}m,{\mbox{ per }}v\equiv 0\;\;({\mbox{mod}}N)\\\\mc,{\mbox{ altrove }}\end{cases}}}
dove
{\displaystyle c={\frac {m-1}{N-1}}}
è definito come  duty cycle del PRSB, in analogia al duty cycle di un segnale continuo nel tempo.  Nel caso di una sequenza di lunghezza massima, in cui {\displaystyle N=2^{k}-1}, il duty cycle è pari a 1/2.
Una PRBS si considera pseudo-casuale perché, nonostante sia in realtà deterministica, il valore di ogni suo singolo elemento {\displaystyle a_{j}} è statisticamente indipendente dal valore di qualsiasi altro elemento e la distribuzione dei valori tende a essere uniforme, come avviene nelle sequenze casuali reali.
Una sequenza binaria pseudo-casuale ha una lunghezza finita {\displaystyle N}, che può essere estesa all'infinito ripetendola dopo {\displaystyle N} bit. La sequenza complessiva assume però in questo modo anche un aspetto periodico, a differenza delle sorgenti naturali di sequenze davvero casuali, come quelle generate dal decadimento radioattivo o dal rumore bianco, che sono infinite e non presentano caratteristiche di ripetizione periodica. Tuttavia, proprio per la loro predicibilità, replicabilità e ripetitività i segnali PRBS sono impiegati nelle misure e nei test degli apparati e dei circuiti di telecomunicazione.

## Notazione
Per indicare la lunghezza di una sequenza binaria pseudo-casuale si usano le notazioni PRBSk o PRBS-k (come ad esempio "PRBS7" or "PRBS-7") dove il numero massimo di bit della sequenza è dato da {\displaystyle N=2^{k}-1} e k indica la dimensione della parola binaria in cui si possono suddividere i dati della sequenza. Data una sequenza di lunghezza N, considerando ogni sequenza di k bit si possono ottenere tutti i valori binari di una parola di lunghezza k (tutte le combinazioni di k bit a 0 e 1), ad esclusione della parola composta da tutti zero.
Ad esempio, nel caso {\displaystyle k=3}, usando come generatore il polinomio {\displaystyle x^{3}+x^{2}+1} si ottiene una sequenza PRBS3 lunga {\displaystyle 2^{3}-1=7} bit il cui valore è "1011100". Isolando all'interno di questa sequenza tutte le parole di 3 bit si ottiene:
```
 "
101
1100" 
→
 101
 "1
011
100" 
→
 011
 "10
111
00" 
→
 111
 "101
110
0" 
→
 110
 "1011
100
" 
→
 100
 "
1
0111
00
" 
→
 001 (si considera la sequenza come circolare)
 "
10
1110
0
" 
→
 010 (si considera la sequenza come circolare)
```

Le sette parole così individuate rappresentano tutti i valori binari distinti (non ordinati) ottenibili usando tre bit, senza ripetizioni ed escludendo la parola "000". Questo vale per tutte le sequenza PRBSk, qualunque sia il valore di {\displaystyle k}.

## Generatori
Le sequenze binarie pseudo-casuali si possono generare usando i registri a scorrimento a retroazione lineare (Linear-feedback shift register, LFSR).
Per generare le sequenze, si usano polinomi monici; i più comuni sono:
PRBS7  = {\displaystyle x^{7}+x^{6}+1}
PRBS9  = {\displaystyle x^{9}+x^{5}+1}
PRBS11  = {\displaystyle x^{11}+x^{9}+1}
PRBS13 = {\displaystyle x^{13}+x^{12}+x^{2}+x+1}
PRBS15 = {\displaystyle x^{15}+x^{14}+1}
PRBS20 = {\displaystyle x^{20}+x^{3}+1}
PRBS23 = {\displaystyle x^{23}+x^{18}+1}
PRBS31 = {\displaystyle x^{31}+x^{28}+1}

## Applicazioni
I generatori di PRBS trovano impiego nelle telecomunicazioni per il test di collegamenti sia a commutazione di circuito che a commutazione di pacchetto, nella conversione di grandezze analogiche in contenuti informativo, nelle prove di circuiti elettronici, ma anche nella crittografia,, nella simulazione, e nella spettrometria di massa a tempo di volo.
Altri esempi comuni sono la generazione  di una sequenza di lunghezza massima tramite un registro a scorrimento a retroazione lineare (LFSR), le sequenze di Gold, impiegate nel CDMA e nel GPS), le sequenza di Kasami e le sequenza JPL, tutte basate su LFSR.